# Путешественник (телесериал)
«Путешественник» (англ. Journeyman) — фантастический телесериал американского канала NBC. Отснят один сезон, сериал был закрыт.

## Сюжет
Дэн Вассер был обычным журналистом: красивый дом, любящая жена Кэтти, ребёнок. Но внезапно всё изменилось — Дэн начал путешествовать во времени (в прошлое) и пытаться изменить судьбы людей. В одном из путешествий встречает бывшую невесту Ливию, погибшую в авиакатастрофе, — её тело так и не было найдено. Позже Дэн узнаёт, что она тоже «путешественница», но в отличие от него живёт в прошлом, а путешествует в будущее.

## Список серий
| Номер эпизода | Название (ориг.)            | Название (рус.)      | Описание |
| ------------- | --------------------------- | -------------------- | -------- |
| 01            | A Love of a Lifetime        | Пилотная серия       |          |
| 02            | Friendly Skies              | Дружественные Небеса |          |
| 03            | Game Three                  | «Третья игра»        |          |
| 04            | The Year of the Rabbit      | Год кролика          |          |
| 05            | The Legend of Dylan McCleen | Легенда о МакКлине   |          |
| 06            | Keepers                     | Хранители            |          |
| 07            | Double Down                 | Двойная ставка       |          |
| 08            | Winterland                  | Уинтерленд           |          |
| 09            | Emily                       | Эмили                |          |
| 10            | Blowback                    | Ответный удар        |          |
| 11            | Home by Another Way         | Возвращение домой    |          |
| 12            | The Hanged Man              | Повешенный           |          |
| 13            | Perfidia                    | Перфидия             |          |

Слово «Journeyman» переводится с английского на русский язык как наемный квалифицированный рабочий или ремесленник, работающий. Другое название сериала в России — «Вперёд, в прошлое!».

## В главных ролях
- Кевин МакКидд — Ден Вассер
- Гретчен Эголф — Кэтти Вассер
- Мун Бладгуд — Ливия Бил